# Liste der Baudenkmäler in Detmold-Hornoldendorf
Die Liste der Baudenkmäler in Detmold-Hornoldendorf enthält die denkmalgeschützten Bauwerke auf dem Gebiet von Detmold-Hornoldendorf in Nordrhein-Westfalen (Stand: September 2024). Diese Baudenkmäler sind in der Denkmalliste der Stadt Detmold eingetragen; Grundlage für die Aufnahme ist das Denkmalschutzgesetz Nordrhein-Westfalen (DSchG NRW).
| Bild               | Bezeichnung                        | Lage                                  | Beschreibung | Bauzeit | Eingetragen seit   | Denkmal- nummer |
| ------------------ | ---------------------------------- | ------------------------------------- | ------------ | ------- | ------------------ | --------------- |
| weitere Bilder     | Großer Vierständer-Fachwerkbau     | Wellnerweg 15A+15B Karte              |              | 1857    | 27. Oktober 1986   | 193             |
| Torbogengestell    | Torbogengestell                    | Hornoldendorfer Straße 19 Karte       |              | 1821    | 28. Februar 1991   | 373             |
| Bruchsteinbrücke   | Bruchsteinbrücke                   | Hornoldendorfer Straße (Brücke) Karte |              | 1854    | 24. September 1991 | 390             |
| Deelentorgestell   | Deelentorgestell                   | Hornoldendorfer Straße 17 Karte       |              | 1818    | 4. Juli 1997       | 518             |
| weitere Bilder     | Herrenhaus Rittergut Hornoldendorf | Rittergutsweg 1 Karte                 |              | 1840    | 9. Juli 2007       | 629             |
| Alte Stellmacherei | Alte Stellmacherei                 | Rittergutsweg 1 Karte                 |              |         | 28. April 2021     | 728             |
| Wohnhaus           | Wohnhaus                           | Rittergutsweg 1a+1b Karte             |              |         | 17. Juni 2024      | 739             |

- Karte mit allen Koordinaten:
- OSM |
- WikiMap